# Черневичский сельсовет
Черневичский сельсовет — упразднённая административно-территориальная единица на территории Борисовского района Минской области Белоруссии.

## История
18 декабря 2009 года Черневичский сельсовет Борисовского района упразднён.
Населённые пункты Белино, Малышки, Нивки, Осово, Пески, Побережье, Попелюм, Семеньковичи, Сыч, Тешковка, Черневичи, Шабыньки включены в состав Гливинского сельсовета.

## Состав
Черневичский сельсовет включал 12 населённых пунктов:
- Белино — деревня
- Малышки — деревня
- Нивки — деревня
- Осово — деревня
- Пески — деревня
- Побережье — деревня
- Полелюм — деревня
- Семеньковичи — деревня
- Сыч — деревня
- Тешковка — деревня
- Черневичи — деревня
- Шабыньки — деревня